# Mare amore - Frammenti di storie d'amore
Mare amore – Frammenti di storie d'amore è un film italiano del 1985 diretto da Angelo Pannacciò.
Il film ha due titoli alternativi: Mare mare – Frammenti di storie d'amore e Sulla spiaggia.